# Anne Savage

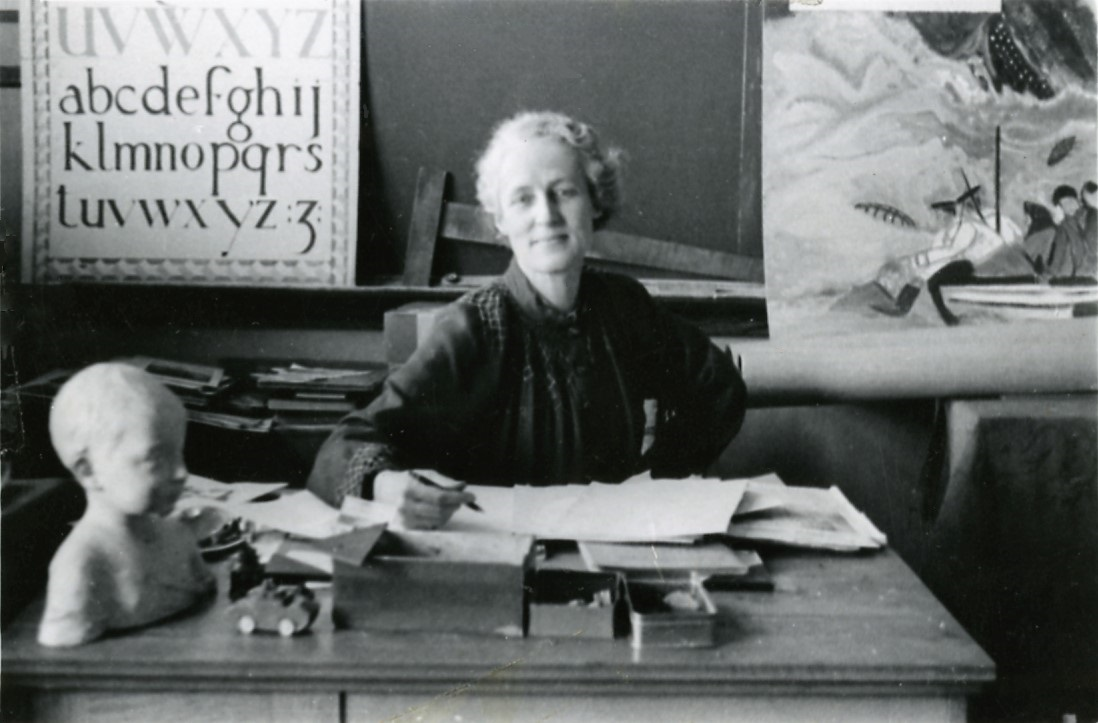
Anne Savage, 1940

Anne Douglas Savage (* 27. Juli 1896 in Montréal, Québec; † 25. März 1971 ebenda) war eine kanadische Malerin und Kunstpädagogin. Während sie für ihre langjährige Tätigkeit als Kunstpädagogin hoch geschätzt wurde, blieben ihre Leistungen als Malerin zu Lebzeiten weniger gewürdigt. Erst 1969 erhielt sie eine Retrospektive, die von ehemaligen Studenten der Sir George Williams University (heute Concordia University) organisiert wurde. Nach ihrem Tod 1971 wuchs die Anerkennung ihres künstlerischen Schaffens durch Ausstellungen wie Anne Savage: Her Expression of Beauty, die vom Montreal Museum of Fine Arts organisiert wurde.

## Leben
Anne Savage wurde 1896 in Montreal geboren. Sie wuchs in einer wohlhabenden Familie auf, die stark von den Werten des viktorianischen Zeitalters geprägt war. Ihr Vater, John George Savage, war Geschäftsmann, ihre Mutter, Helen Lizars Galt, eine ehemalige Lehrerin. Savage hatte drei Geschwister und einige Halbgeschwister. Einen Teil ihrer Kindheit verbrachte sie auf einer Farm in Dorval, wo sie eine lebenslange Liebe zur Natur entwickelte, die später ihre Kunst inspirierte. Von 1904 bis 1914 besuchte Anne Savage die Montreal High School for Girls, wo ihr zeichnerisches Talent früh erkannt und gefördert wurde. Obwohl sie die McGill School Certificate Examination in Art nicht bestand, setzte sie ihre Ausbildung fort und wurde 1914 in die Kunstschule der Art Association of Montreal (AAM) aufgenommen. Dort studierte sie unter der Leitung von William Brymner und Maurice Cullen, die ihren Stil und ihre künstlerischen Ansichten entscheidend prägten. Ihre Studienzeit fiel mit dem Ersten Weltkrieg zusammen, in dem ihr Zwillingsbruder Donaldson an der Somme fiel. Dieses Ereignis bestärkte sie in ihrem Entschluss, Künstlerin zu werden.
Nach ihrem Abschluss arbeitete Anne Savage kurz als medizinische Zeichnerin in Minneapolis, bevor sie 1921 eine Stelle als Kunstlehrerin an der Baron Byng High School in Montreal annahm. Dort unterrichtete sie 28 Jahre lang und inspirierte zahlreiche Schüler, darunter auch zukünftige Kunstpädagogen. Neben ihrer Lehrtätigkeit war sie als Künstlerin aktiv und eine Schlüsselfigur der 1920 in Montreal gegründeten Künstlerkollektivs  Beaver Hall Group. Diese Gruppe, insbesondere ihre weiblichen Mitglieder, bot Savage ein Netzwerk und eine Plattform für den Austausch künstlerischer Ideen. Anne Savage war Gründungsmitglied der Canadian Group of Painters (CGP) und nahm aktiv an deren Aktivitäten teil. Ihre Arbeiten wurden in wichtigen Ausstellungen gezeigt und sie hielt Vorträge über kanadische Kunst, insbesondere über Künstlerinnen wie Emily Carr und ihre Kolleginnen der Beaver Hall Group.

### Kunstpädagogik
Anne Savage war eine Pionierin der kindzentrierten Kunstpädagogik in Kanada. Sie unterrichtete mehr als 30 Jahre an der Baron Byng High School in Montreal und war später als Kunstberaterin für die protestantische Schulbehörde tätig. Ihr Ansatz ermutigte die Schüler, ihre eigene Kreativität zu entdecken, und stellte Wertschätzung und Freude über Kritik. Diese Methode war in den 1920er Jahren innovativ und wurde von Arthur Lismer, einer führenden Persönlichkeit in der Kunstpädagogik, unterstützt. Sie leitete auch Kunstkurse für Kinder an der Art Association of Montreal und gab Kurse für Kunstlehrer, um deren pädagogische Fähigkeiten zu verbessern. Auch nach ihrer Pensionierung 1953 blieb Anne Savage in der Kunstpädagogik aktiv und lehrte an der McGill University.
Anne Savage entschied sich bewusst dafür, unverheiratet zu bleiben, um sich ganz ihrer Malerei und ihrem pädagogischen Engagement widmen zu können. Ihre enge Beziehung zu A.Y. Jackson, einem Mitglied der Group of Seven, war von tiefer Freundschaft und gegenseitiger künstlerischer Wertschätzung geprägt. Eine Heirat mit ihm lehnte sie jedoch ab, um ihre Unabhängigkeit und Individualität zu wahren.
Anne Savage war stark in ihre Familie eingebunden und pflegte ihre Mutter und andere Verwandte. Ihre letzten Lebensjahre waren von gesundheitlichen Problemen wie Arthritis und Krebs geprägt, doch sie blieb aktiv und widmete sich weiterhin der Kunst. Nach ihrem Tod 1971 trugen  Ausstellungen und Publikationen dazu bei, ihr Erbe zu sichern. Anne Savage gilt heute als bedeutende kanadische Künstlerin und Kunstpädagogin, deren Werk die kanadische Kunstszene nachhaltig geprägt hat.

## Werk
Anne Savage war bekannt für ihre Naturdarstellungen, die ihre tiefe Verbundenheit mit der kanadischen Landschaft widerspiegeln. Sie verbrachte ihre Sommer oft in der Region des Sankt-Lorenz-Stroms oder am Lake Wonish, der ein wiederkehrendes Motiv in ihrem Werk ist. Ihr Stil war von den Impressionisten beeinflusst und sie legte besonderen Wert auf Farbe und Licht. Anne Savage ist vor allem für ihre Landschaftsmalerei bekannt. Ihre Werke, die häufig die laurentinischen Berge und die Umgebung des Lake Wonish darstellen, zeigen eine romantische Interpretation der Natur, in der spirituelle und harmonische Aspekte betont werden.